# DBpedia Spotlight
DBpedia Spotlight est un outil d'annotation sémantique de texte utilisant les ressources de DBpedia en tant que liens documentaires. DBPedia Spotlight est un projet open source également utilisable à fin de test en tant que service web.

## Historique
Le projet a été lancé en juin 2010 par des chercheurs de l'université libre de Berlin du groupe des systèmes web. L'objectif était de proposer un annotateur sémantique étroitement intégré avec le dépôt sémantique DBpedia.

## Technologie
Le système ne gère dans sa version initiale toujours en vigueur que la langue anglaise. Des développements sont prévus pour supporter d'autres langues.

## Licence
DBpedia Spotlight est accessible librement via un service web pour des besoins de tests. Pour des usages plus intensifs, le code source en langage Java et Scala est disponible sous licence Apache. La distribution de The DBpedia Spotlight inclut également un plugin jQuery qui permet aux développeurs d'annoter des pages web à la volée lors de leur consultation. Divers clients sont proposés en Java et en PHP pour simplifier l'intégration de Spotlight dans un programme.